# Catedráticos Elite Fútbol Club
El Catedráticos Elite Fútbol Club es un equipo de fútbol de la localidad de Etzatlán, en el estado de Jalisco, que participa en la Tercera División de México.

## Historia
El equipo fue fundado en 2018 para participar en la Tercera División, sin embargo, durante su primera temporada el club compitió oficialmente bajo el nombre Real Victoria Carmen y tuvo su sede en el municipio de Tlaquepaque. Para el siguiente año, el equipo consiguió su propio registro por lo que pasó a tener de manera oficial la denominación actual, además comenzó a jugar sus partidos como local en el municipio de Etzatlán, Jalisco.
La temporada 2020-2021 significó el mejor ciclo para el club en la Tercera División, ya que el equipo finalizó en la quinta posición del grupo X con 72 puntos, lo que le permitió clasificar a la liguilla de ascenso por primera ocasión en su historia, sin embargo, el club únicamente alcanzó la etapa de treintadosavos de final, en donde fue eliminado en penales por el Club RC-1128, equipo que posteriormente lograría el ascenso a la Segunda División.
En julio de 2021 se dio a conocer la fusión de Catedráticos Elite con el Club RC-1128 debido a que el segundo equipo no podía competir en la llamada Liga Premier debido a problemas con su infraestructura, por lo que el cuadro catedrático pasó a ocupar esa plaza en la Segunda División, sin embargo, para poder participar, el equipo cambió su sede a la ciudad de Ameca. Tras esto, el club creó una segunda escuadra que continuó participando en la también llamada Liga TDP, con la cual se mantiene un equipo en Etzatlán.
En enero de 2023 el equipo principal del club cambió de sede, dejando Ameca, Jalisco para pasar a jugar como local en Salamanca, Guanajuato. Este cambio de localidad se produjo tras un acuerdo de fusión con el club Petroleros de Salamanca que se encontraba sin participar en el fútbol profesional desde 2010, por lo que el club pasó a ser llamado de forma extraoficial Catedráticos Petroleros, debido a que también recibió el apoyo de la sección local del Sindicato de Trabajadores Petroleros de la República Mexicana.
El 30 de junio de 2023 la escuadra que participaba en la Liga Premier dejó de existir en la práctica, puesto que las autoridades reguladoras de la liga otorgaron el permiso para el cambio de nombre del club a Petroleros de Salamanca, sin embargo, el nombre oficial del nuevo equipo pasó a ser Petroleros de Salamanca Catedráticos Fútbol Club, manteniendo como parte de la identidad el nombre del club que dio origen a la franquicia llegada a la ciudad petrolera. Sin embargo, la historia de Catedráticos Elite se mantuvo con el equipo de la Liga TDP, que volvió a ser el principal de la institución aunque fungiendo como una escuadra filial de Salamanca, por lo que el equipo puede alinear jugadores inscritos con los petroleros además de aportar futbolistas catedráticos al cuadro salmantino utilizando su registro como futbolistas pertenecientes a esta escuadra.

## Estadio
Catedráticos Elite tiene su sede en la Unidad Deportiva de Etzatlán, Jalisco.
Durante el Torneo Clausura 2023 el equipo principal del club jugó sus partidos como local en el Estadio Olímpico sección 24, ubicado en la ciudad de Salamanca, en el estado mexicano de Guanajuato, actualmente cuenta con una capacidad de 10 000 personas. Mientras que entre 2021 y 2022 el Catedráticos jugó como local en el Núcleo Deportivo y de Espectáculos, un recinto ubicado en la ciudad de Ameca, Jalisco el cual cuenta con un estadio de fútbol que tiene capacidad para albergar a 7,000 aficionados.

## Temporadas
| Temporada     | División           | Posición                    |
| ------------- | ------------------ | --------------------------- |
| 2018/2019     | 5.Tercera División | 15.º Grupo X                |
| 2019/2020     | 5.Tercera División | 5.º Grupo X                 |
| 2020/2021     | 5.Tercera División | 5.º Grupo X (Dieciseisavos) |
| Apertura 2021 | 3.Segunda Serie A  | 13.º Grupo I                |
| Clausura 2022 | 3.Segunda Serie A  | 14.º Grupo I                |
| Apertura 2022 | 3.Segunda Serie A  | 11.º Grupo II               |
| Clausura 2023 | 3.Segunda Serie A  | 11.º Grupo II               |

### Filial
Catedráticos Elite "B"
| Temporada | División            | Posición                       |
| --------- | ------------------- | ------------------------------ |
| 2021/2022 | 5. Tercera División | 3.º Grupo XIII (Dieciseisavos) |
| 2022/2023 | 5. Tercera División | 3.º Grupo XIII (Dieciseisavos) |